# Schwarze Feldmaus

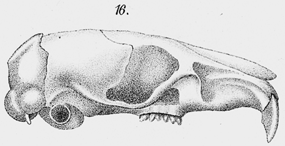
Schädelzeichnung einer Schwarzen Fledermaus (Thamptomys nigrita)

Die Schwarze Feldmaus (Thaptomys nigrita, Syn.: Akodon nigrita) ist eine in Südamerika lebende Nagetierart aus der Gruppe der Neuweltmäuse.
Schwarze Feldmäuse sind gedrungene Tiere mit kurzen Gliedmaßen und einem kurzen Schwanz, deren Körperbau an Wühlmäuse erinnert. Ihr Fell ist weich und dicht, es ist annähernd schwarz gefärbt, die Unterseite ist heller.
Ihr Verbreitungsgebiet umfasst den Südosten Brasiliens (von Bahia bis Rio Grande do Sul), das östliche Paraguay und das nordöstliche Argentinien (Misiones). Ihr Lebensraum sind offene Habitate wie Grasländer, wo sie eine teilweise grabende Lebensweise führen.
Traditionell wurde die Art den Südamerikanischen Feldmäusen (Akodon) zugeordnet. Genetischen Untersuchungen zufolge bildet sie jedoch eine eigene Gattung, Thaptomys, die möglicherweise näher mit Necromys oder den Cerrado-Mäusen (Thalpomys) verwandt ist.